# Lauterbachiella filicina
Lauterbachiella filicina är en svampart som först beskrevs av Berk. & Broome, och fick sitt nu gällande namn av Dingley 1972. Lauterbachiella filicina ingår i släktet Lauterbachiella och familjen Parmulariaceae.   Inga underarter finns listade i Catalogue of Life.